# فلسفة القانون

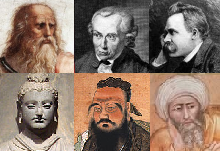

فلسفة القانون هو فرع من فروع الفلسفة والقانون يهدف إلى تقديم إجابة عن أسئلة متعلقة بالقانون والنظام القضائي مثل: ما هو القانون؟ وما هي الضوابط التي تحكم صحة قرار ما؟ وماهي العلاقة بين القانون والأخلاق؟ وأسئلة مشابهة لهذا النسق.
تنظر الفلسفة للقانون على انه: مجموعة من القواعد تنطبق على الخاضعين لهذه السلطة، والسلطة مقصود بها الحاكم
وفي سياق اخر القانون هو مجموعة من القواعد تحكم العلاقات.
ومن ابرز النظريات في هي نظرية الفيلسوف البريطاني جون اوستن في كتابه (محاضرات في القانون) وقد استهل كتابه ب«القانون هو القانون الوضعي الذي يقوم بوضعه حكام سياسيون من اجل طائفة محكومة سياسياً»
وهذا يعني ان القانون في نظر الفلسفة هو مشيئة الدولة وهي نظرة اليونانية أن القانون فعل القوة. وقد وضع اوستن نظرية في هذا الكتاب واسمها the command theory of law أي نظرية الأمر.
في هذه النظرية اهتم اوستن بتقسيم القانون إلى: الموسع والمضيق.
ينقسم الموسع إلى:
1_قانون باعتبار المجاز
2_قانون باعتبار القياس وينقسم المضيق إلى:
1_قانون الهي
2_ قانون انساني أو بشري.

## الفقه القانوني التحليلي
يسعى الفقه القانوني التحليلي إلى تقديم وصف عام عن طبيعة القانون من خلال أدوات التحليل الفلسفي. يتسم الوصف بأنّه عام ويستهدف السمات العالمية التي يتسم القانون بها جميع الأوقات والأماكن. في حين أن المحامين يهتمون بماهية القانون في مسألة محددة في ولاية قضائية محددة، يركز فلاسفة القانون على تحديد سمات القانون المشتركة بين الثقافات والأزمنة والأماكن. تطرح هذه السمات الأساسية للقانون مجتمعة معنى جديدًا يسعى الفلاسفة العالميين خلفه. يسمح النهج العام للفلاسفة بطرح أسئلة حول أمور مختلفة، كاستفسار ما الذي يفصل القانون عن الأخلاق أو السياسة أو العقل العملي. غالبًا ما يفترض الباحثون في هذا الميدان أن للقانون مجموعة فريدة من السمات التي تميزه عن الظواهر الأخرى، وإن لم تكن جميعها تشترك في الافتراض.
بينما يركز المجال تقليديًا على تقديم وصف لطبيعة القانون، شرع بعض الباحثين في دراسة طبيعة المجالات التي يشملها القانون، كقانون الضرر أو قانون العقود أو القانون الجنائي. يركز هؤلاء الباحثون على ما يميز بعض مجالات القانون وكيف يختلف كل مجال عن الآخر. أحد مجالات البحث المتميزة هو التمييز بين قانون الضرر والقانون الجنائي، والذي يؤثر بصورة أعم على الفرق بين القانون المدني والقانون الجنائي.
تطورت العديد من المدارس الفكرية حول طبيعة القانون، وأكثرها تأثيرًا:
- نظرية القانون الطبيعي، التي تؤكد على ترسُّخ القانون في طبيعة الأخلاق وواضعها، فوفقًا لذلك، تُعد القوانين باطلة من الناحية القانونية، في حال كانت غير أخلاقية، وإن جرى تنفيذها بنجاح.[7] يتجلى هذا الرأي في المبدأ القائل: إن القانون غير العادل ليس قانونًا فعليًا، فالظلم مخالف للقانون الطبيعي. تعود أصول نظرية القانون الطبيعي إلى العصر الروماني في فلسفة شيشرون وقد تطور المفهوم بعد ذلك في القرون الوسطى في فلسفة توما الأكويني وغيره من الفلاسفة الذين عدلوا على المفهوم وأضافوا إليه رأيهم. في أواخر القرن العشرين، أعاد جون فينيس إحياء الاهتمام بالنظرية وقدم إعادة صياغة حديثة لها.[8]
- الوضعية القانونية، وهي وجهة النظر التي ترى أن القانون يستند في المقام الأول إلى الحقائق الاجتماعية.[9] ارتبط الموقف القانوني تقليديًا بثلاثة مذاهب: فرضية النسب وفرضية الفصل وفرضية السلطة التقديرية.[10] تنص فرضية النسب على أن النظر في مصدر التوجيه هو الطريقة الصحيحة لتحديد ما إذا كان التوجيه قانونيًا. تجادل الفرضية بأن حقيقة إصدار التوجيه من الشخص المناسب داخل حكومة شرعية هو ما يحدد صحة التوجيه القانونية –وليس الأسس الأخلاقية أو العملية للتوجيه.[10] تنص فرضية الفصل على أن القانون يتميز عن الأخلاق من الناحية الفلسفية. في حين أن القانون قد ينطوي على الأخلاق، تنص نظرية الفصل على أنه «ليس من الضروري بأي حال من الأحوال أن تُستنسخ القوانين أو تلبي متطلبات أخلاقية معينة، وإن كانت تفعل ذلك كثيرًا».[11] تختلف المواقف القانونية حول مدى صحة نظرية الفصل. تسترسل الوضعية القانونية الحصرية، ولا سيما أفكار جوزيف راز، إلى ما هو أبعد من النظرية القياسية وتنكر احتمال أن تكون الأخلاق جزءًا من القانون على الإطلاق. تنص فرضية السلطة التقديرية على أن القضاة يضعون قانونًا جديدًا عندما يُمنحون السلطة التقديرية للفصل في القضايا التي لا يحدد فيها القانون القائم النتيجة. كان جون أوستن أول مؤيدي الوضعية القانونية، إذ تأثر بكتابات جيرمي بنثام في أوائل القرن التاسع عشر. عرّف أوستن القانون بأنّه سلطة الحاكم المدعومة بالتهديد بالعقاب. تخلت الوضعية القانونية المعاصرة عن هذا الرأي. في القرن العشرين، كان لإثنين من أتباع الوضعية القانونية تأثير عميق على مجال القانون: هانس كيلسن وهربرت هارت. يعتبر كيلسن أكثر تأثيرًا بفضل مفهومه المعروف بالقاعدة الأساسية، وهو قاعدة قانونية نهائية وأساسية يقبلها بعض العلماء حاليًا، ولا سيما في أوروبا.[12] كان هارت أكثر تأثيرًا في الدول الناطقة باللغة الإنجليزية.[13] رفض هارت الادعاء السابق بأن الجزاء ضروري في القانون، وجادل بأن القانون يستند إلى القواعد. يرى هارت أن القانون هو نظام من القواعد الأولية التي توجه سلوك أشخاص القانون، والقواعد الثانوية التي تنظم كيفية تغيير القواعد الأولية وتحديدها والفصل فيها. أثارت نظرية هارت، على الرغم من تأييدها على نطاق واسع، جدلًا قويًا بين فلاسفة القانون في أواخر القرن العشرين، بما في ذلك رونالد دوركين وجون راولز وجوزيف راز وجون فينيس.

- الواقعية القانونية، والتي تؤكد على أن القانون نتاج القرارات الصادرة عن المحاكم وإنفاذ القانون والمحامين، والتي غالبًا ما يُبت فيها لأسباب متناقضة أو تعسفية. وفقًا للواقعية القانونية، فإن القانون ليس نظامًا رشيدًا من القواعد. تنتقد الواقعية القانونية فكرة أن القانون له طابع يمكن تحليله بصورة مجردة. عوضًا عن ذلك، يدعو الواقعيون القانونيون إلى اتباع نهج تجريبي إزاء الفقه القانوني ويقوم هذا النهج على أساس العلوم الاجتماعية والممارسة الفعلية للقانون في العالم. لهذا السبب، غالبًا ما ترتبط الواقعية القانونية بعلم اجتماع القانون. في الولايات المتحدة، اكتسبت الواقعية القانونية مكانة بارزة في أواخر القرن التاسع عشر بفضل أوليفر ويندل هولمز وجون شيبمان غراي.[14] أصبحت الواقعية القانونية تأثير كبير في الدول الإسكندنافية في القرن العشرين بفضل أكسل هجيرستروم.[15]
- التأويلية القانونية التي تنكر استناد القانون إلى المصدر لأن القانون يعتمد بالضرورة على التأويل البشري الذي يسترشد بالمعايير الأخلاقية للمجتمعات. بالنظر إلى أن القضاة يتمتعون بسلطة تقديرية في الفصل في القضايا بأكثر من طريقة، ينص التأويل القانوني على أن القضاة يبتون في الأمور بصورة مميزة على النحو الذي يحافظ على المعايير الأخلاقية والوقائع المؤسسية والممارسات الاجتماعية للمجتمعات التي ينتمون إليها. اتساقًا مع التفسير القانوني، لا يمكن للمرء أن يعرف ما إذا كان للمجتمع نظام قانوني ساري المفعول، أو ما هي أي من قوانينه، حتى يعرف بعض الحقائق الأخلاقية عن مبررات الممارسات في ذلك المجتمع. على النقيض من الوضعية القانونية أو الواقعية القانونية، فمن الممكن أن يزعم المفسرون القانونيون أن لا أحد في المجتمع يعرف ما هي قوانينه (نظرًا لعدم إمكانية أحد معرفة أفضل تبرير لممارساته). نشأ التفسير القانوني مع رونالد دوركين في أواخر القرن العشرين في كتابه إمبراطورية القانون.

تطورت المناقشات بشأن طبيعة القانون على نحو متزايد في الاعوام الأخيرة. توجد مناقشة هامة في إطار الموقف القانوني بشأن إمكانية الفصل بين القانون والأخلاق. تجادل المؤهلات القانونية أن السلامة القانونية لقاعدة ما لا تتوقف أبدًا على سلامتها الأخلاقية. تجادل المؤهلات القانونية الشاملة أن الاعتبارات الأخلاقية قد تحدد الصحة القانونية لقاعدة ما، ولكنه ليس من الضروري أن يكون الأمر كذلك. 

## اقرأ أيضاً
- فلسفة
- قانون